# Chris Hadfield
Chris Austin Hadfield (Sarnia, 29 augustus 1959) is een voormalig Canadees ruimtevaarder. Hij was de eerste Canadees die een ruimtewandeling maakte.
Hadfield maakte deel uit van NASA Astronaut Group 14. Deze groep van 24 ruimtevaarders begon hun training in 1992 en had als bijnaam The Hogs.
Zijn eerste ruimtevlucht was STS-74 naar het ruimtestation Mir met de spaceshuttle Atlantis en vond plaats op 12 november 1995. Later volgden twee missies naar het Internationaal ruimtestation ISS. Tijdens ISS Expeditie 35 was hij bevelhebber.
In 2005 ontving hij de Queen's Golden Jubilee Medal en in 2012 ook de Queen's Diamond Jubilee Medal. Hadfield ontving in 2014 de Orde van Canada.   